# Andreaskreuz
Das Andreaskreuz (lateinisch crux decussata ‚Kreuz in X-Form‘ oder ‚Kreuz in Form einer römischen Zehn‘, von lateinisch decussare ‚in Gestalt eines X abteilen‘, ‚kreuzweise abteilen‘) ist ein Kreuz mit zwei diagonal verlaufenden sich kreuzenden Balken. Man nennt es nach der Haltevorrichtung auch Schragenkreuz. Besteht das Kreuz aus schräg gestellten Balken (auch verschieden langen), wird auch der Begriff Schrägkreuz verwendet. Dieses Kreuz findet man oft an Bahnübergängen in Form des Zeichen 201 der Straßenverkehrs-Ordnung.
Der Name verweist auf den Apostel Andreas, der an einem solchen Kreuz als Märtyrer gestorben sein soll, wie Berichte aus dem 4. Jahrhundert nahelegen. Das Diagonalkreuz ist daher zum Attribut dieses Apostels geworden und fand in der Religion und speziell in der spätmittelalterlich christlichen Ikonographie seinen Niederschlag. Ursprünglich Symbol der gekreuzten Hölzer des Feueropferaltars, ist es etwa auch in Darstellungen der Opferung Isaaks zu finden. Enthalten ist in ihm auch der griechische Buchstabe Chi (Χ) als Symbol für Christus, wie etwa im Christusmonogramm. Vor allem in frühchristlicher Zeit wurde das Andreaskreuz daher häufig für den Namen Christi z. B. als Erkennungszeichen verwendet.

## Bildergalerie

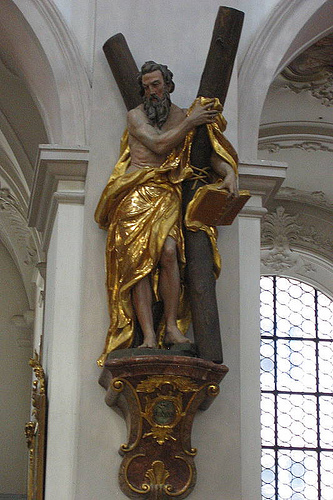
Apostel Andreas
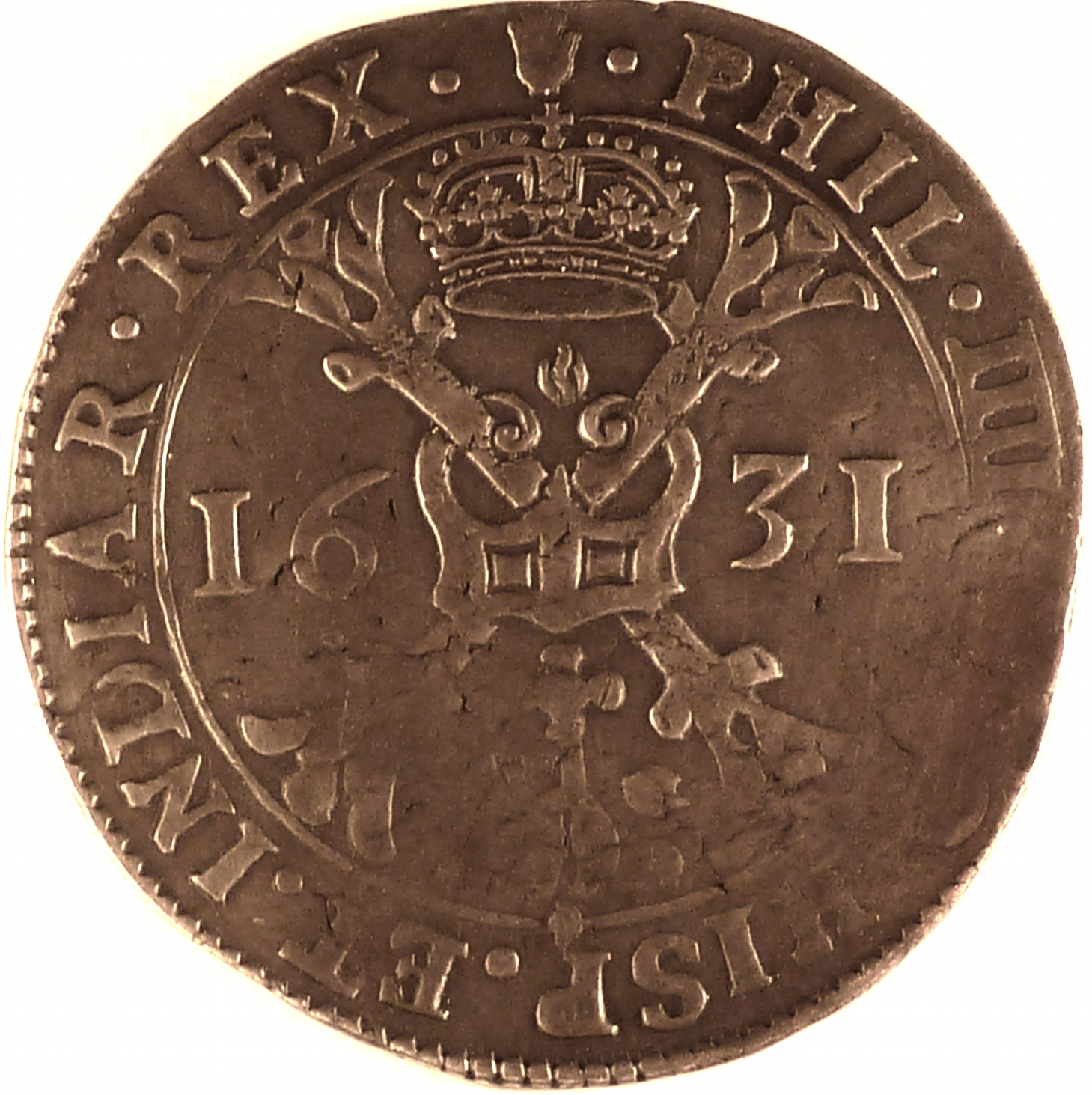
Andreaskreuz als Erkennungszeichen der Albertustaler
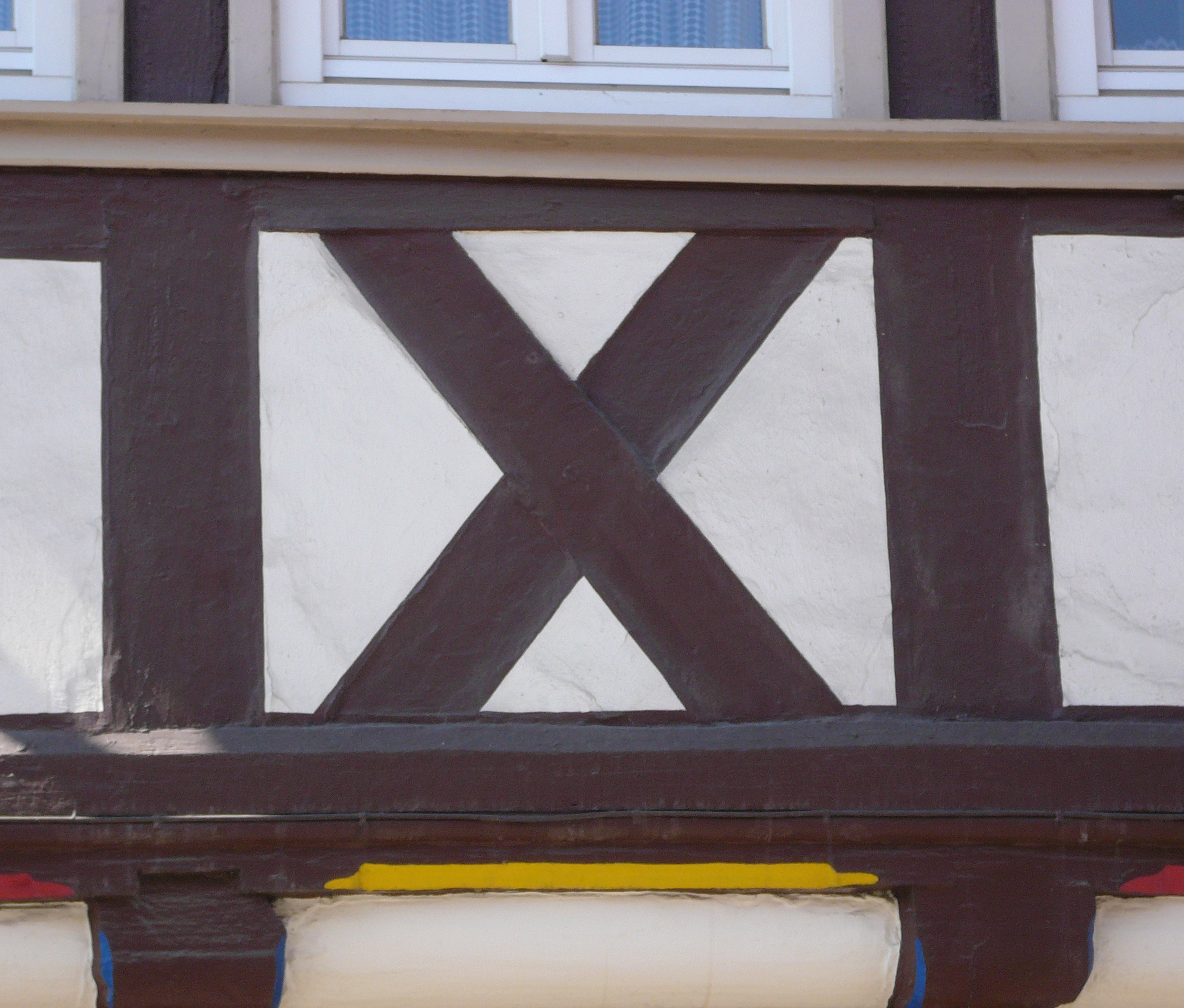
Fachwerkbau: Andreaskreuz im Fachwerk.
Chemie: Andreaskreuz als Gefahrensymbol.
Nationales und politisches Symbol: Carlistenkreuz.
Nationales und politisches Symbol: Flagge Schottlands.
Nationales und politisches Symbol zusammen mit weiteren entsprechenden Symbolen (St.-Patricks-Kreuz, Georgskreuz) in eine Flagge integriert: Union Jack.
Andreaskreuz (als St.-Patricks-Kreuz) in der Flagge Jerseys
Andreaskreuz auf dem Abzeichen der Russischen Befreiungsarmee
Andreaskreuz in der Flagge der russischen Marine
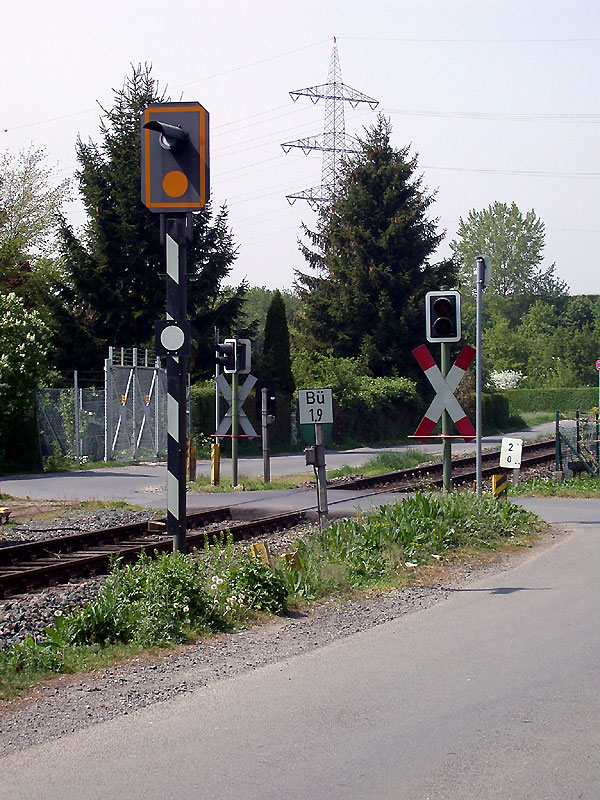
Verkehrszeichen: unbeschrankter Bahnübergang mit Andreaskreuz.
Bulgarische Luftwaffe 1938–1944
Andreaskreuz in der Ikurriña, der Baskischen Flagge
Andreaskreuz in den Kriegsflaggen der Konföderierten Staaten von Amerika
Andreaskreuze in der Flagge Amsterdams
Andreaskreuz in der Flagge Teneriffas
Andreaskreuz in der Flagge Nova Scotias
Stadt Rio de Janeiro
Stadt Fortaleza
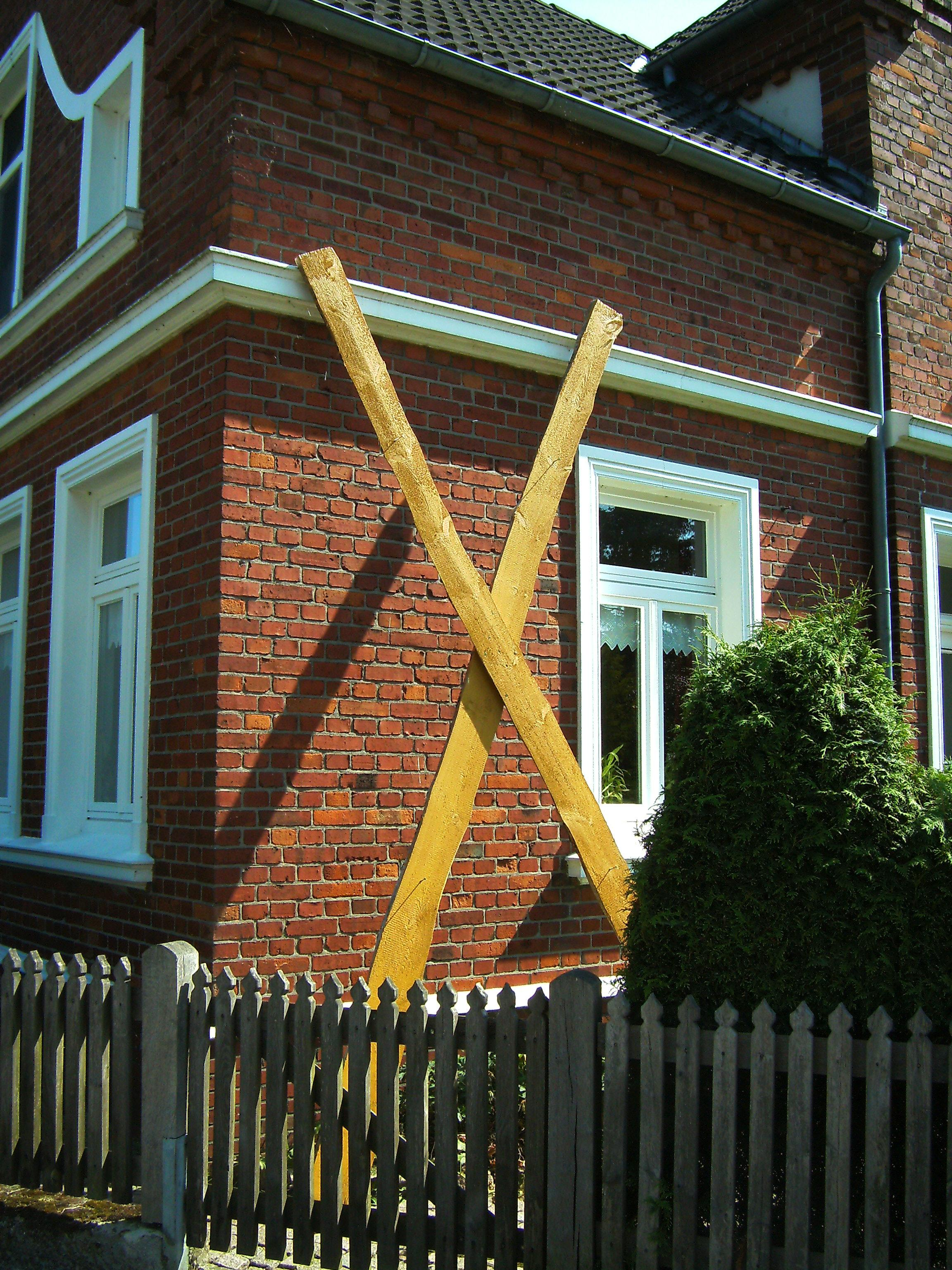
Ein gelbes X an einer Hauswand im Wendland als Wahrzeichen der Anti-Atomkraft-Bewegung

## Fachwerkbau

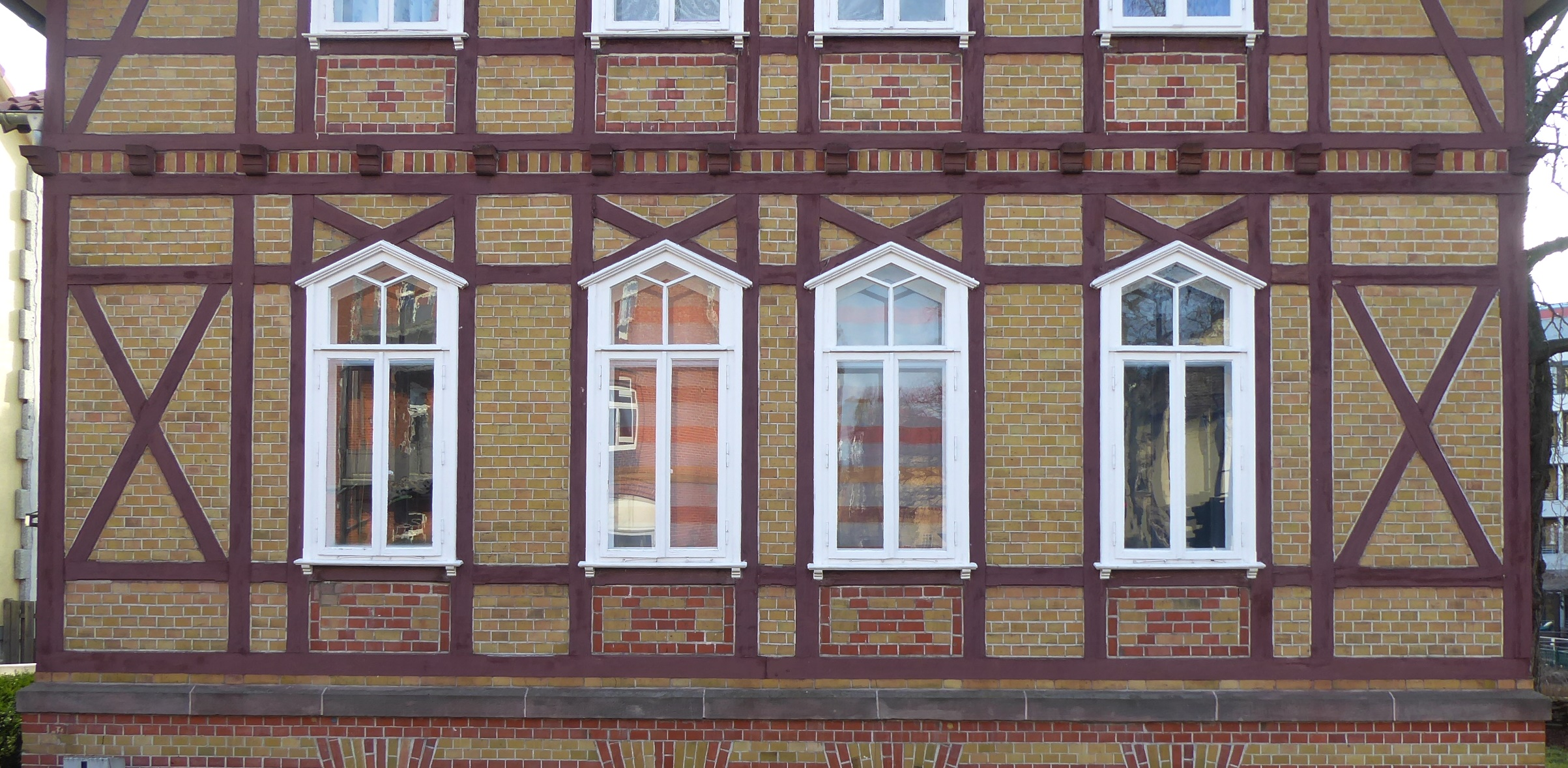
Seitlich je ein Andreaskreuz in einer Fachwerkfassade (Göttingen, Geismar Landstraße 24, erbaut um 1885)

Das Andreaskreuz ist im Holzfachwerkbau eine Konstruktions- und Zierform aus einer x-förmigen Balkenverstrebung (Strebenkreuz).
In baustatischer Hinsicht müssen Konstruktionen aus einzelnen Stäben mit gelenkigen Verbindungen durch schräge Stäbe ausgesteift werden, damit sie sich nicht verformen können. Neben einfachen Streben können auch zwei gegenläufige Streben als Andreaskreuze diese aussteifende Funktion übernehmen.

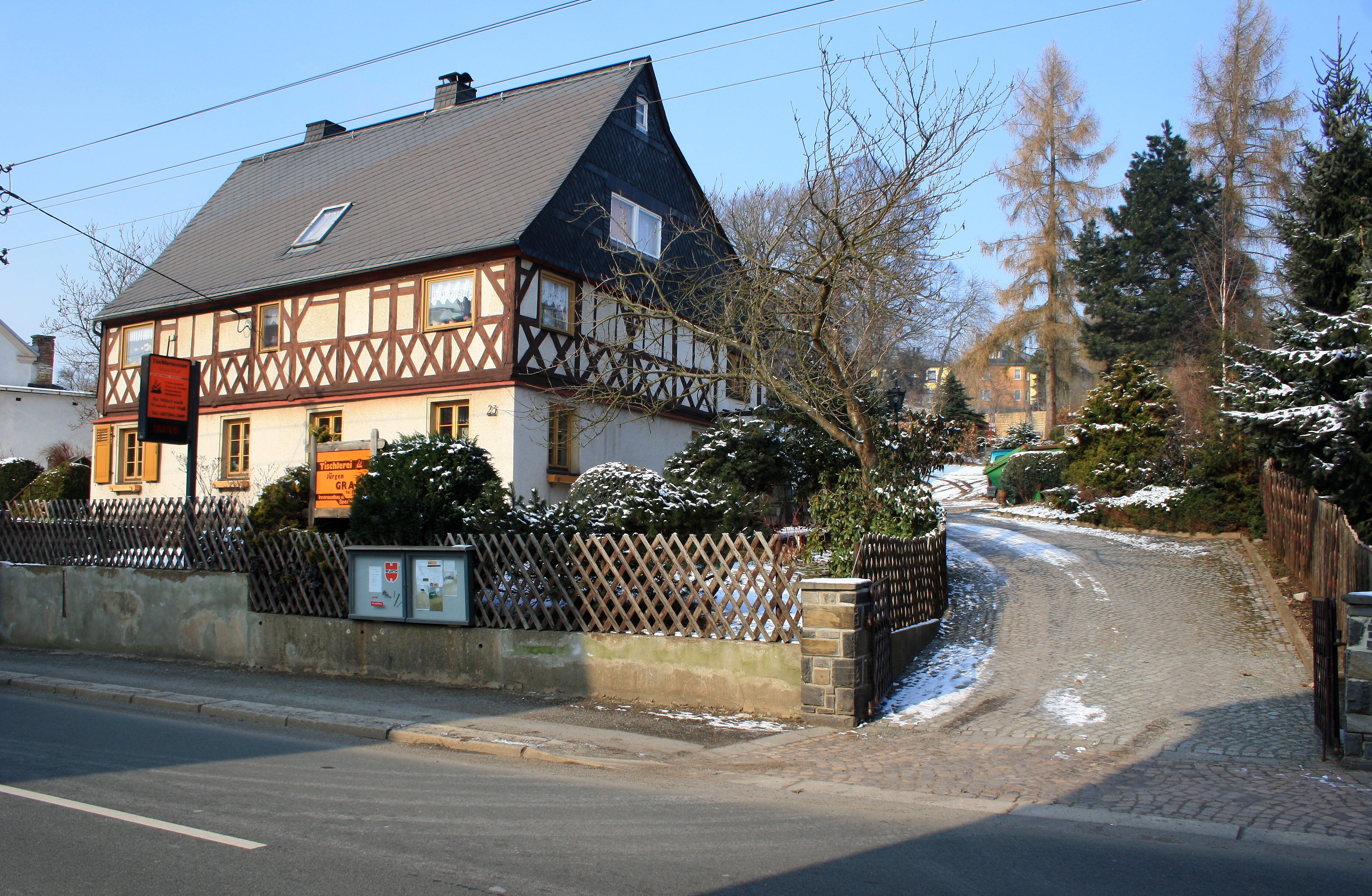
Fachwerkhaus mit Andreaskreuzen in der Brüstungszone (Hohndorf, Rödlitzer Straße 23, errichtet um 1650/80)

In Fassaden eines Fachwerkhauses ist das Andreaskreuz außerdem eine Schmuckform in den Brüstungsgefachen unterhalb der Fensterzone. Dabei wird das Andreaskreuz mit geschweiften Streben als Feuerbock bezeichnet.
→ Hauptartikel: Andreaskreuz (Fachwerk)

## Dekorative Elemente

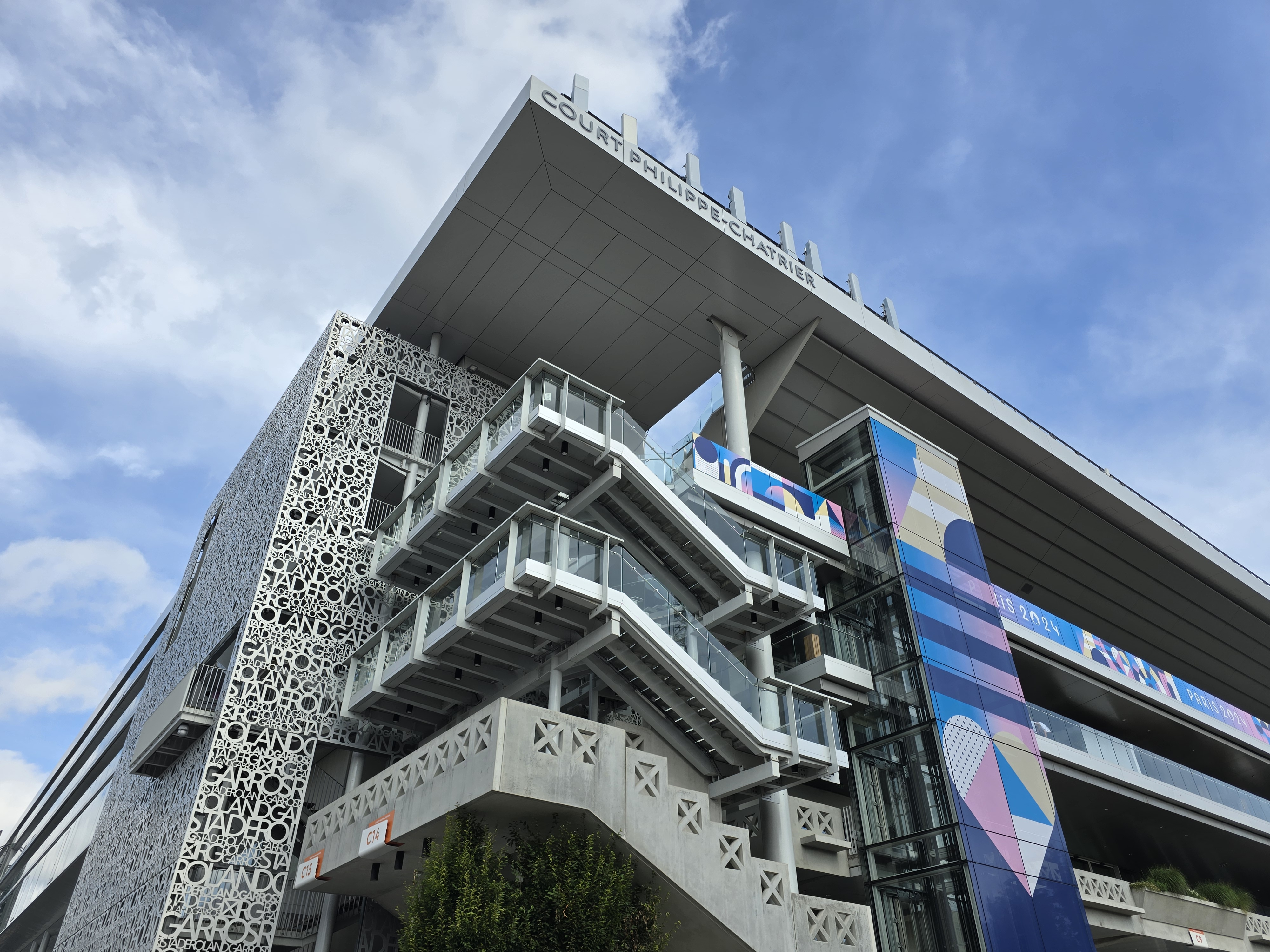
Court Philippe-Chatrier

Im 2019 errichteten Court Philippe-Chatrier, dem Centre Court beim Grand-Slam-Tennisturnier, den French Open im Stade Roland Garros in Paris wurden Andreaskreuze als dominante,  dekorative Elemente verwendet.

## Gefahrensymbol
In der Chemie symbolisierte das Andreaskreuz bis zur Umstellung auf das GHS das Gefahrensymbol für reizende (Xi) oder gesundheitsschädliche (Xn) Stoffe.
Im Bergbau weisen Andreaskreuze auf die von Altmännern ausgehenden Gefahren hin.
Im Wendland, in jüngster Zeit aber auch darüber hinaus, wurde ein gelbes Andreaskreuz zum Symbol der Anti-Atomkraft-Bewegung. Oft sind die teilweise mehrere Meter hohen Balken- oder Bretterkreuze weithin sichtbar (siehe Bildergalerie).
Auf der Insel Fehmarn wird mit blauen Andreaskreuzen – nach dem Vorbild der gelben Anti-Atomkraft-Kreuze – gegen den geplanten Tunnel zwischen Fehmarn und Dänemark und die damit verbundenen Eingriffe in die Natur und vermeintliche negativen Auswirkungen auf den Tourismus demonstriert.

## Fahnen und Wappen

In der Wappenkunde wird das Andreaskreuz auch Schragen bzw. Schragenkreuz genannt. Die kreuzweise angeordneten gemeinen Figuren liegen dann schragenweise (auch schragenförmig) oder schräggekreuzt. Das Kreuz kann auch als Heroldsbild im Wappen vorkommen und folgt der möglichen Darstellung von Kreuzen. Ein älterer heraldischer Ausdruck ist Schildzehner in Anlehnung an die römische Zehn (X), die die Form des Andreaskreuzes widerspiegelt. In einer schmalen und kleineren Ausführung verwendet der Heraldiker den französischen Begriff flanchis, so im nebenstehenden Wappen von Amsterdam. 
Weitere Verwendung:

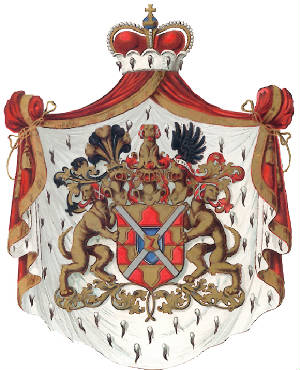
Wappen des fürstlichen Hauses Oettingen-Wallerstein

- Das Wappen des Fürstlichen Hauses Oettingen-Wallerstein, wie es sich seit dem 13. Jahrhundert entwickelt hat, zeigt im Mittelschild ein aufgelegtes Andreaskreuz.[9]
- Das Kreuz ist nationales Symbol in der Flagge Schottlands und als dieses auch in die britische Nationalflagge eingegangen. Auch die Flagge des Baskenlandes hat ein derartiges Element.
- Außerdem ist das Andreaskreuz als traditionelles orthodoxes Symbol Teil der Flagge der russischen Marine (Seekriegsflagge) geworden.

## Burgunderkreuz und andere Abwandlungen

Burgunderkreuz

Eine Abwandlung ist das so genannte Burgundische Andreaskreuz. Es ist in der Heraldik auch als Burgunderkreuz verbreitet. Hierbei handelt es sich um die mehr oder weniger stilisierte Darstellung zweier gekreuzter, nur roh zugeschnittener Äste. Das rote Andreaskreuz (in Spanien auch Cruz de Borgoña genannt) wurde in dieser Form unter Philipp dem Schönen im Jahre 1506 nach seiner Heirat mit Königin Johanna von Kastilien zur spanischen Kriegsflagge und ist es bis 1843 geblieben. Bis heute ist es das Symbol der carlistischen Bewegung und Teil des Wappens von König Juan Carlos I. von Spanien.

Flagge von Tercios Morados Viejos.
Flagge von Tercios Morados Viejos (1670).
Spanische Handelsflagge, abgeschafft 1762.
Spanische Handelsflagge, in Flandern verwendet.
Flagge von Tercio de Ambrogio Spinola bis 1621.
Flagge von Tercio de Alburquerque.
Flagge von Tercios de los Amarillos Viejos (1680).
Flagge von Tercios de la Liga, bis 1571.
Flagge von Florida (USA).
Flagge von Alabama (USA).
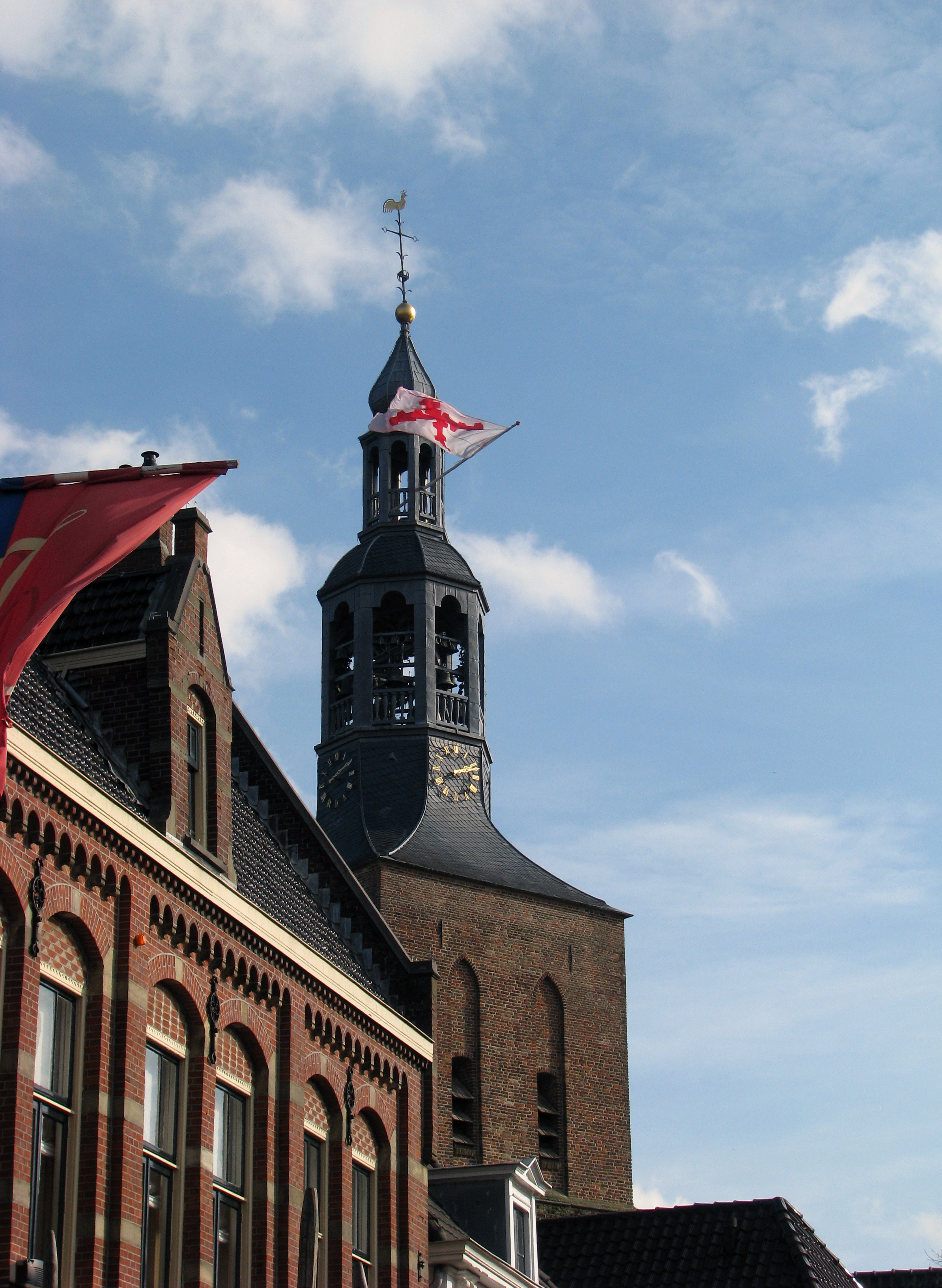
Die spanische Flagge an der Calixtuskirche in Groenlo
Logroño, Spanien.
Fuenterrabía u Hondarribia, Spanien.
Valdivia, Chile.
Chuquisaca und Sucre, Bolivien.

## Münzen

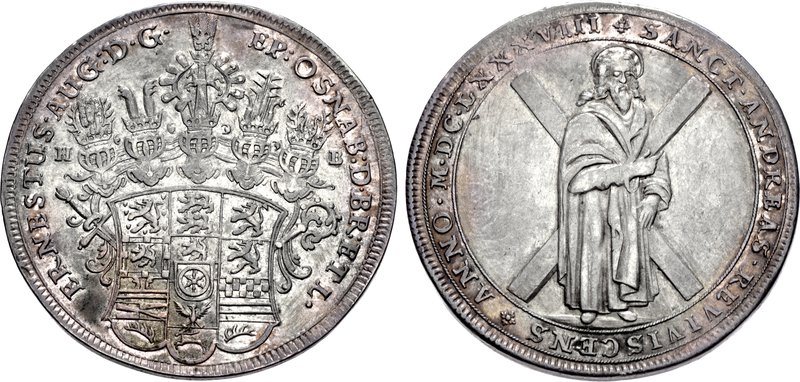
Braunschweig-Lüneburg, Andreastaler 1688, Clausthal

Das Andreaskreuz kommt bei den sogenannten Andreasmünzen zusammen mit dem Bild des Apostels Andreas auf Münzen unter anderem von Brabant, Braunschweig, Hohnstein, Russland, Schottland vor. Andreasmünzen gab es als Goldgulden, das sind von 1467 bis 1489 geprägte Brabanter Goldgulden. Die ersten Andreastaler sind Hohnsteinsche von 1535 aus dem Silber der Andreasgrube im Harz. Seit 1594 prägten die Herzöge von Lüneburg und die Kurfürsten von Hannover bis 1773 Andreastaler. Seit Peter I. gibt es russische Andreasdukaten zu zwei Rubeln. Aus der kurzen Zeit der englischen Republik stammen die Cromwelltaler, die auf der Rückseite auch das Andreaskreuz der Republik Schottland zeigen.
Das Andreaskreuz kommt auch als Münzmeisterzeichen vor. Zum Beispiel tragen Münzen der sächsischen Münzstätten Schneeberg und Zwickau das Münzmeisterzeichen Andreaskreuz. Das sind die Münzmeisterzeichen der Münzmeister Andreas und Sebastian Funke von 1501 bis 1535. In der Zwickauer Münze wurde das Andreaskreuz als Münzmeisterzeichen von Sebastian Funke nur von 1530 bis 1533 verwendet.

## Verkehrszeichen

### Deutschland
Das Andreaskreuz wird als Verkehrszeichen oder als Symbol auf Verkehrszeichen verwendet und zwar:
- als Warnkreuz beziehungsweise Vorschriftzeichen (Zeichen 201 der StVO) unmittelbar vor Bahnübergängen mit der Bedeutung: „Dem Schienenverkehr Vorrang gewähren“,
- als Symbol auf dem Haltverbotszeichen (Zeichen 283 der StVO) mit der Bedeutung: „(absolutes) Haltverbot auf der Fahrbahn“
- als Symbol auf dem Gefahrzeichen (Zeichen 102 der StVO) mit der Bedeutung: „Kreuzung oder Einmündung mit Vorfahrt von rechts“

Verschiedene deutsche Andreaskreuze
Zeichen 201-50 der StVO (ohne elektrische Oberleitung)
Zeichen 201-52 der StVO in der liegenden Version
Westdeutsches Andreaskreuz mit Blinklicht für unbeschrankte oder halbbeschrankte Bahnübergänge
Bild 130 V 1: Ostdeutsches Warnkreuz mit Blinklicht am Bahnübergang

Das normale Andreaskreuz besteht aus zwei gekreuzten weißen Balken mit roten Enden. Es wurde in Deutschland 1928/1929 eingeführt. Ein Blitzpfeil in der Mitte zeigt an, dass die Bahnstrecke eine elektrische Oberleitung besitzt. Ggf. zeigt ein Zusatzzeichen mit einem schwarzen Pfeil an, dass das Andreaskreuz nur für den Straßenverkehr in Richtung dieses Pfeils gilt. In Hafen- und Industriegebieten kann ein Zusatzschild mit der Aufschrift „Hafengebiet, Schienenfahrzeuge haben Vorrang“ oder „Industriegebiet, Schienenfahrzeuge haben Vorrang“ angebracht sein.
An Bahnübergängen mit Andreaskreuz haben Schienenfahrzeuge Vorrang; der Straßenverkehr darf sich dem Bahnübergang nur mit mäßiger Geschwindigkeit nähern. Straßenfahrzeuge müssen vor dem Andreaskreuz warten, wenn
- sich ein Schienenfahrzeug nähert,
- rotes Blinklicht oder gelbe oder rote Lichtzeichen gegeben werden,
- die Schranken sich senken oder geschlossen sind,
- ein Bahnbediensteter Halt gebietet oder
- ein hörbares Signal, wie ein Pfeifsignal des herannahenden Zuges, ertönt.

Bis zu 10 m vor dem Andreaskreuz ist das Halten unzulässig, wenn es dadurch verdeckt wird. Vor und hinter dem Andreaskreuz ist innerhalb geschlossener Ortschaften bis zu je 5 m, außerhalb geschlossener Ortschaften bis zu je 50 m das Parken unzulässig.
Es gibt demnach aktuell in Deutschland folgende Varianten:
- Zeichen 201-50: 1 Andreaskreuz aufrecht ohne Blitz
- Zeichen 201-52: 1 Andreaskreuz liegend ohne Blitz
- Zeichen 201-51: 1 Andreaskreuz aufrecht mit Blitz
- Zeichen 201-53: 1 Andreaskreuz liegend mit Blitz

Zudem sind auf dem Boden der ehemaligen DDR bzw. der Bonner Republik noch zwei unterschiedliche Blinksysteme aus der Zeit vor 1990 im Einsatz.

### Österreich
Auszug aus der Bildtafel der Verkehrszeichen in Österreich

6d: Andreaskreuz als Tafelschild
6d: Doppeltes Andreaskreuz als Tafel
6d: Andreaskreuz
6d: Andreaskreuz doppelt
6d: Andreaskreuz liegend
6d: Andreaskreuz doppelt, liegend
Zusatztafel „auf Pfeifsignal achten“

### Schweiz
Entnommen aus der Bildtafel der Strassensignale in der Schweiz und in Liechtenstein seit 2023

### Vereinigte Staaten von Amerika
Entnommen aus der Bildtafel der Verkehrszeichen in den Vereinigten Staaten

## Wegzeichen

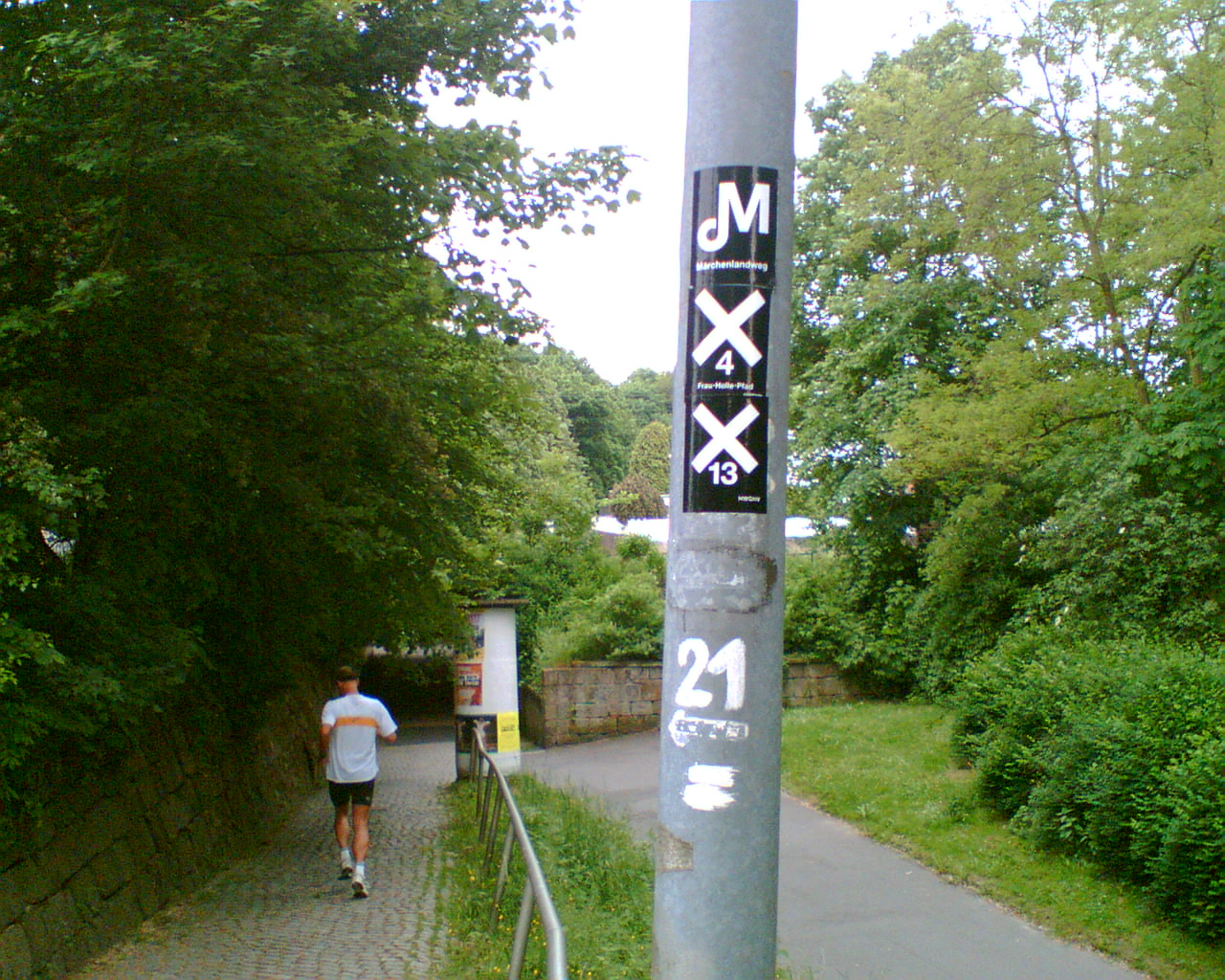
Das Andreaskreuz als häufiges Wegzeichen zur Markierung von Wanderwegen

Das Andreaskreuz wird seit Beginn des 20. Jahrhunderts deutschlandweit als Wegzeichen bei der Markierung von überregionalen Wanderwegen und Hauptwanderstrecken verwendet. Erdacht hat dieses Symbol zur Markierung von Wanderwegen der Hagener Ingenieur Robert Kolb.

## BDSM-Szene

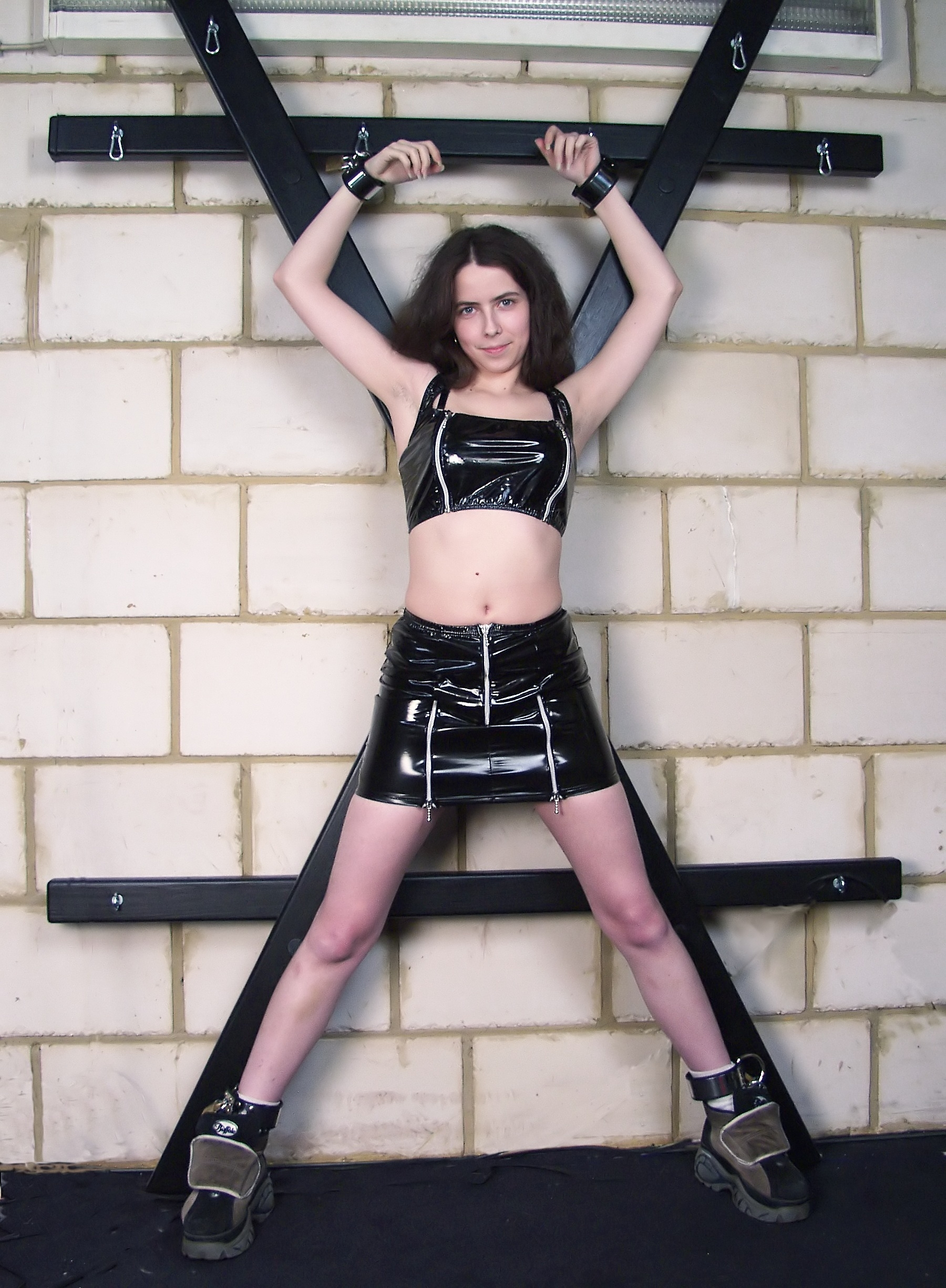
Andreaskreuz in der BDSM-Szene

In der BDSM-Szene wird es im Rahmen von Bondage- und SM-Praktiken verwendet.
Das bis zu ca. 2,40 m hohe Kreuz wird aus Holz oder Metall gefertigt und hat an den Balkenenden Ösen oder Haken zur Fixierung von Armen und Beinen mittels Seilen, Ketten, Handschellen oder Ähnlichem. Die Konstruktionen sind teilweise zwecks leichteren Transports oder Platzersparnis zerlegbar, häufig sind sie auch mit Leder oder Kunstleder gepolstert. Andreaskreuze werden im BDSM-Bereich häufig an Wänden befestigt, es existieren aber auch Ausführungen, die frei im Raum aufgestellt werden können.